# Canale di Suez
Il canale di Suez (in arabo قناة السويس‎?, Qanāt al-Suways) è un alveo artificiale navigabile situato in Egitto, a ovest della penisola del Sinai, tra Porto Said (Bûr Sa'îd) sul mar Mediterraneo e Suez (al-Suways) sul Mar Rosso.
Taglia l'omonimo istmo di Suez, permettendo la navigazione diretta dal Mediterraneo all'Oceano Indiano, senza la necessità di circumnavigare l'Africa sull'Oceano Atlantico lungo la rotta del capo di Buona Speranza. Il canale si estende dal capolinea settentrionale di Porto Said al capolinea meridionale di Port Tewfik nella città di Suez. La sua lunghezza è di 193,30 km (104,37 miglia nautiche), compresi i canali di accesso settentrionale e meridionale. Nel 2020, più di 18.500 navi hanno attraversato il canale (una media di 51,5 al giorno).
Il canale fu inaugurato il 17 novembre 1869 e venne realizzato dal francese Ferdinand de Lesseps su progetto dell'ingegnere italiano di cittadinanza austriaca Luigi Negrelli e consiste di due tratte, a nord e a sud dei Laghi amari. I lavori durarono 10 anni e videro la cooperazione tra molte nazioni europee, tra le quali la Francia diede il contributo maggiore. Il canale originale era a una sola corsia, con punti di passaggio nella circonvallazione di Ballah e nel Grande Lago Amaro. Secondo i progetti di Negrelli, non doveva contenere sistemi di chiuse in modo che l'acqua del mare scorresse liberamente. In generale, l'acqua del canale a nord dei Laghi Amari scorre verso nord in inverno e verso sud in estate. A sud dei laghi, la corrente cambia con la marea di Suez.
Nel 2014 il governo egiziano ha avviato i lavori per l'ampliamento e l'estensione della circonvallazione di Ballah per 35 km (22 miglia), al fine di accelerare il tempo di transito del canale. L'espansione intendeva quasi raddoppiare la capacità del Canale di Suez, passando da 49 a 97 navi al giorno. Per un costo di 59,4 miliardi di sterline egiziane (9 miliardi di dollari), il progetto è stato finanziato con certificati di investimento fruttiferi emessi esclusivamente a enti e privati egiziani. Il "Nuovo Canale di Suez", come è stato ribattezzato l'ampliamento, è stato inaugurato con una cerimonia il 6 agosto 2015.
L'Autorità del Canale di Suez ha aperto ufficialmente il nuovo canale laterale nel 2016. Questo canale laterale, situato sul lato nord dell'estensione est del Canale di Suez, serve il Terminal Est per l'attracco e lo sbarco delle navi dal terminal. Poiché l'East Container Terminal si trova sul Canale stesso, prima della costruzione del nuovo canale laterale non era possibile ormeggiare o disincagliare le navi al terminal mentre era in corso un convoglio.

## Descrizione
Alla fine della sua costruzione il canale misurava 164 km di lunghezza, 8 m di profondità, 53 m di larghezza e consentiva il transito di navi con pescaggio massimo di 6,7 m.
Nel 2010 il percorso del canale è stato modificato a 193,30 km di lunghezza (compresi un canale di accesso Nord di 22 km e un canale di accesso Sud di 9 km) 24 m di profondità e una larghezza che varia tra 205 e 225 m e consente il transito di navi con pescaggio massimo di 20,12 m.

### Transito
Nel canale transitano in media 78 navi al giorno; annualmente oltre 17 000 navi, 7,5% del traffico mercantile mondiale, utilizzano il canale come via di navigazione. Prima della costruzione del canale le merci dovevano viaggiare via terra da costa a costa. Il transito delle navi è organizzato in tre convogli alternati al giorno, da nord a sud, da sud a nord e ancora da nord a sud, che si incrociano ai Laghi Amari e al by-pass di al-Balla. Le navi si mantengono alla distanza di circa un miglio nautico e la velocità è di circa nove nodi. Il transito dura in media circa 15 ore. 
Ogni nave imbarca alla partenza uno o due piloti che sono responsabili del rispetto dell'ordine dei convogli e della puntualità dei passaggi ai vari semafori, o posti di segnalazione, presenti ogni 10 km circa; a Ismailia si ha un cambio di pilota. Per ovviare a qualsiasi avaria, partecipano ai convogli dei rimorchiatori locali e le navi devono imbarcare un elettricista. Anche le barche a vela devono imbarcare personale specializzato locale. Inoltre ogni imbarcazione deve avere un proiettore (noleggiabile), per ovviare alla scarsa visibilità in caso di tempeste di sabbia.

## Storia

### Antichità

Carte del canale dei Faraoni. Tratteggiato il livello del Mar Rosso all'epoca di Sesostri III.

Secondo le Storie del Greco Erodoto, intorno al 600 a.C. il faraone Necao II intraprese lavori di scavo, senza però terminarli.
Il canale fu terminato da Dario I di Persia, che commemorò la sua opera su diverse stele di granito disposte sulle rive del Nilo, fra cui quella di Kabret, a 200 km da Pie. L'iscrizione di Dario dice:
Il canale fu restaurato dal faraone ellenistico Tolomeo II nel 250 a.C.
Nel 30 a.C., come riferisce Plutarco nella Vita di Marco Antonio, la regina Cleopatra tentò di salvare i resti della sua grande flotta, dopo la battaglia di Azio, facendoli passare attraverso il canale e arrivando al Mar Rosso ma l'impresa non riuscì poiché il canale era ormai insabbiato. La regina tentò allora di far spostare su tronchi le sue navi, cariche del tesoro d'Egitto, ma le ostilità incontrate da parte di alcune tribù, che diedero fuoco alle prime navi, la obbligarono a desistere anche da questo ambizioso progetto. Il canale divenne completamente inutilizzabile in epoca imperiale (Caio Plinio Secondo detto Plinio il Vecchio ne descrive i tentativi di costruzione, ma pare non essere a conoscenza del fatto che fosse stato in funzione). Nel corso dei successivi 1.000 anni fu più volte modificato, distrutto e ricostruito, fino al definitivo abbandono del progetto nell'VIII secolo durante il regno di Muḥammad al-Manṣūr.

### Era moderna
Già nel 1504 alcuni mercanti veneziani proposero ai sultani mamelucchi regnanti in Egitto di collegare il Mar Rosso con il Mediterraneo tagliando l'istmo di Suez. E di questa possibilità si parlò, in ambiente ottomano, per tutto il corso del Cinquecento, in particolar modo nel 1568 con il gran visir Sokollu Mehmed Pascià.

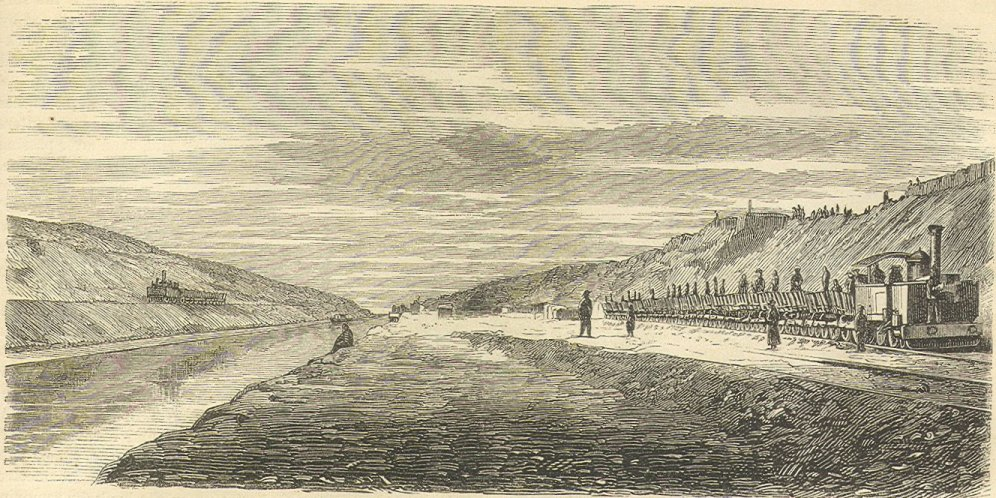
La costruzione del canale

Nel 1799, durante la spedizione in Egitto, il generale francese Napoleone Bonaparte contemplò l'idea di costruire un canale, ma un rilievo preliminare concluse erroneamente che il dislivello fra i due mari fosse di 10 metri, il che avrebbe reso necessario un sistema di chiuse. Nel 1833 un primo progetto di canale fu presentato al viceré d'Egitto Mehmet Ali da Prosper Enfantin, imprenditore, scrittore e pubblicista francese, nonché seguace di Saint-Simon. Nonostante il disinteresse egiziano, i saint-simoniani costituirono nel 1846 una "Société d'étude pour le canal de Suez", che rilevò con grande precisione la topografia della zona del canale, dimostrando che la differenza d'altitudine tra le superfici dei due mari era trascurabile. Questo fu un risultato molto importante perché, rendendo superflue le chiuse, consentiva un costo di costruzione assai minore. Ridotto il rischio di costruzione, rimaneva il rischio di esercizio: il canale imponeva la navigazione a vapore (o comunque a motore), ma solo il 5% delle navi del 1860 ne era equipaggiato.

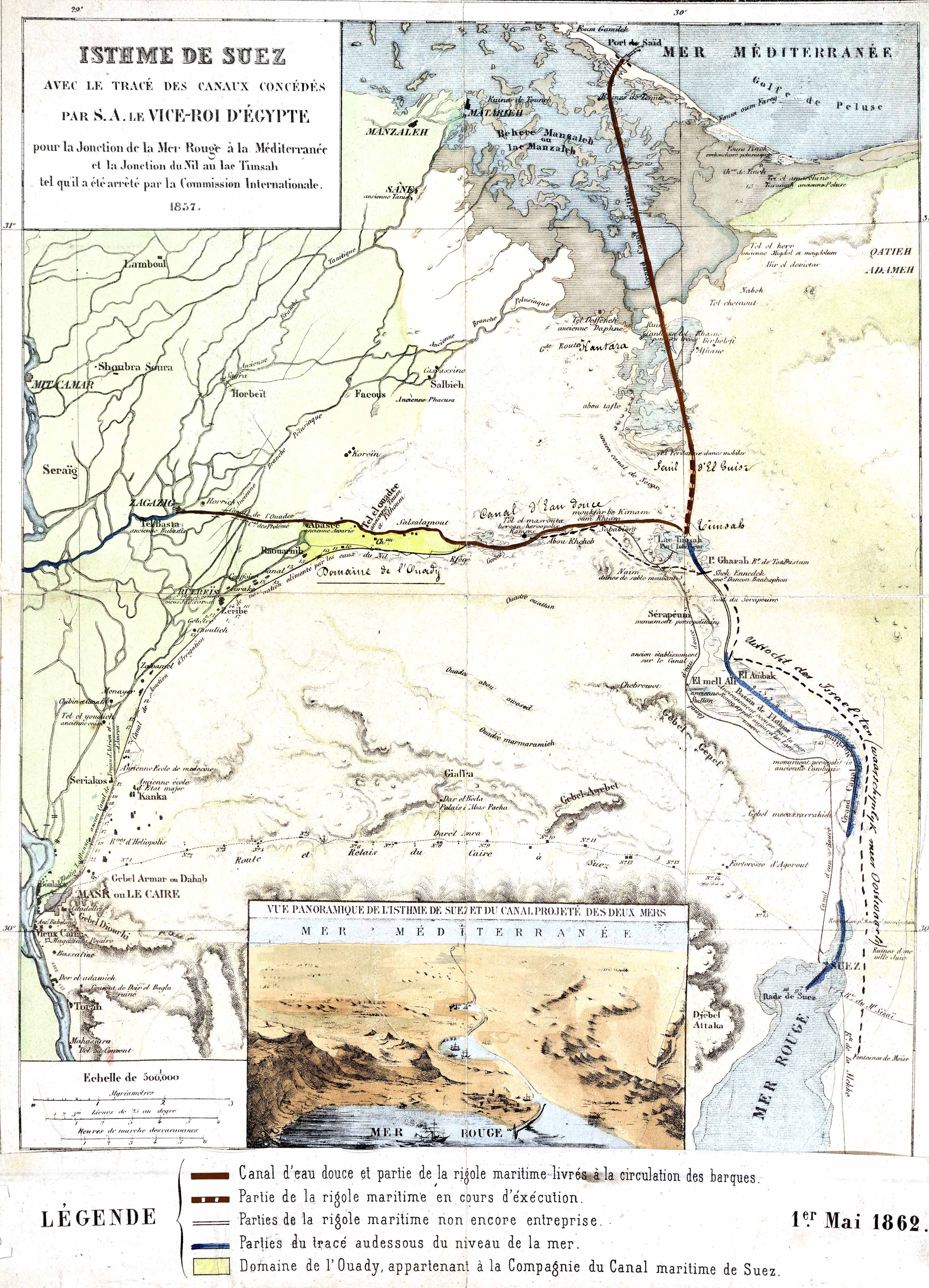
Lo stato dei lavori nel maggio 1862

Il progetto definitivo fu redatto da Luigi Negrelli, un ingegnere nato a Fiera di Primiero, allora Tirolo italiano, parte dell'Impero austriaco. Nel 1854 Ferdinand de Lesseps, diplomatico francese in Egitto dal 1830, ottenne una concessione da Sa'id Pascià, chedivè d'Egitto, al fine di costituire una società che costruisse un canale marittimo aperto a navi di ogni nazione e lo gestisse, affittando la terra per 99 anni. Il canale fu infine costruito tra il 25 aprile 1859 e il 1869 da una compagnia francese (Compagnie universelle du canal maritime de Suez, costituita il 15 dicembre 1858) diretta da Ferdinand de Lesseps, con macchinari appositamente concepiti per l'opera.
Il canale, costato il doppio delle stime originali, era di proprietà del governo egiziano (44%) e della Francia (attraverso più di 20.000 azionisti), mentre altre grandi potenze si mostrarono molto scettiche sulla redditività dell'opera.

### Apertura
La prima nave attraversò il canale il 17 febbraio 1867, ma il canale venne inaugurato solo il 17 novembre 1869 alla presenza dell'imperatrice Eugenia con una cerimonia sfarzosa, per la quale Johann Strauss compose la Egyptischer-Marsch (Marcia egizia).  Lo stesso giorno il panfilo reale francese Aigle, con a bordo Ferdinand de Lesseps e l'imperatrice Eugenia,  aprì il corteo di navi che inaugurò il canale appena costruito. Seguiva la SMS Greif con Francesco Giuseppe I d'Austria, la nave di maggiori dimensioni in quell'occasione. Terzo fu il panfilo El Mahrousa del chedivè Isma'il Pascià. Il corteo continuò con decine di imbarcazioni, fra cui i panfili dei principi reali del Regno di Prussia, del Regno dei Paesi Bassi e dell'Impero russo, e poi quelli di nobili e ambasciatori. Il corteo raggiunse il Mar Rosso il 20 novembre 1869. Per l'inaugurazione, il chedivè d'Egitto aveva chiesto a Giuseppe Verdi di comporre un inno, ma Verdi, restio a comporre musica d'occasione, rifiutò, anche se poi compose Aida, andata in scena al Teatro chediviale dell'Opera de Il Cairo il 24 dicembre del 1871.
Il canale ebbe un effetto immediato e fondamentale sui commerci mondiali e giocò un ruolo importante nello sviluppare la navigazione a vapore e nell'aumentare la penetrazione europea in Africa, specie orientale, che venne ben presto spartita tra le potenze europee. Il successo del canale incoraggiò i francesi a imbarcarsi nella costruzione del canale di Panama, impresa che però non riuscirono a completare.

Nel 1875 il debito estero dell'Egitto costrinse Isma'il Pascià, successore di Sa'īd, a vendere per 4 milioni di sterline la quota del suo paese al Regno Unito, che così si assicurava il controllo della rotta delle Indie.

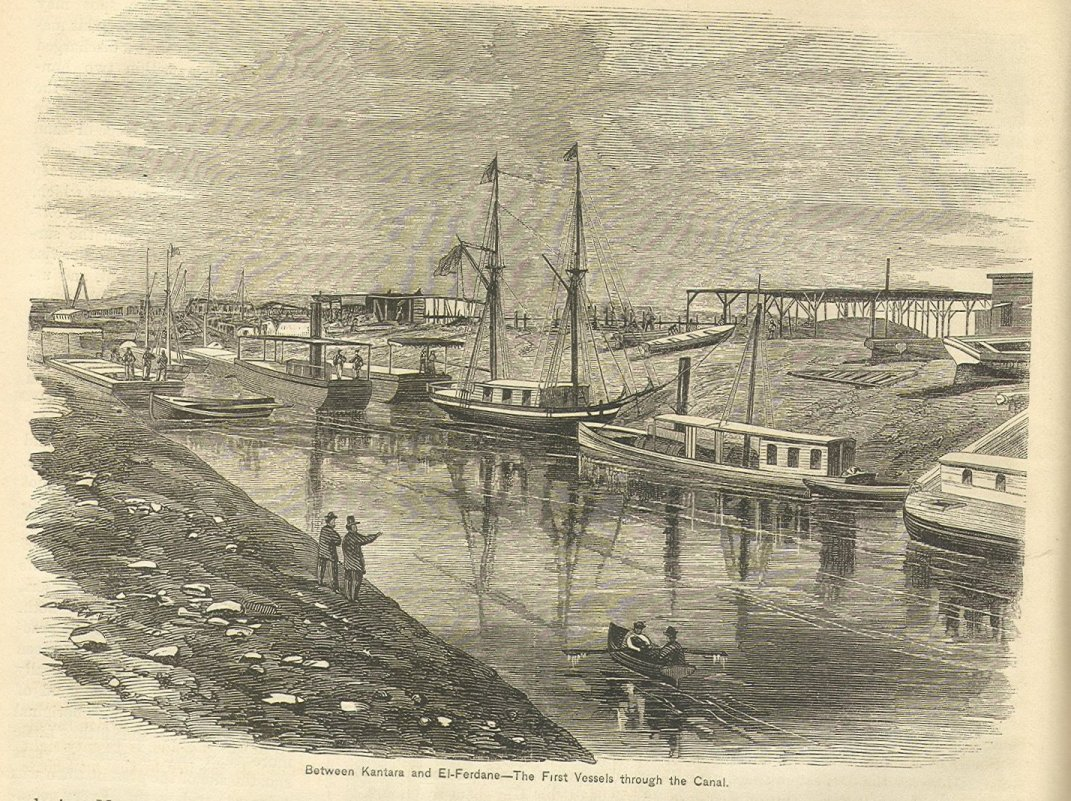
Una delle prime traversate, nel XIX secolo

Nel 1882, durante la guerra anglo-egiziana, le truppe britanniche vennero dislocate per proteggere il canale. Il 4 aprile 1885, a Parigi, si apre la Conferenza internazionale per il Canale di Suez. Il regime che si vuole applicare al Canale è quello, non della neutralità, ma della libertà. La neutralità chiuderebbe in caso di guerra il Canale alle flotte belligeranti; la libertà invece lo lascia aperto, vietando soltanto le operazioni di guerra in esso e nelle adiacenze.
Il 29 ottobre 1888, la convenzione di Costantinopoli confermò il regime di libertà del canale (sotto protezione britannica), dichiarato «libero e aperto, in tempo di guerra come in tempo di pace, a qualsiasi nave civile o militare, senza distinzione di bandiera». Nel 1870 486 navi transitarono per il canale, per una stazza di 437.000 tonnellate. Nel 1890 i transiti furono 3.389, per 6.580.000 tonnellate di stazza. Nel 1910 4.553 transiti (16.580.000 tonnellate di stazza).
Nel corso della prima guerra mondiale vi furono ben due tentativi da parte dell'Esercito ottomano, guidato dal generale tedesco von Kressenstein, di prendere il canale, in quella che fu chiamata campagna del Sinai e della Palestina. Durante la seconda guerra mondiale il canale finì nel mirino della Regia Marina italiana, riuscendo a resistere anche dopo l'impresa di Alessandria e dopo la Campagna del Nordafrica.

### Crisi di Suez

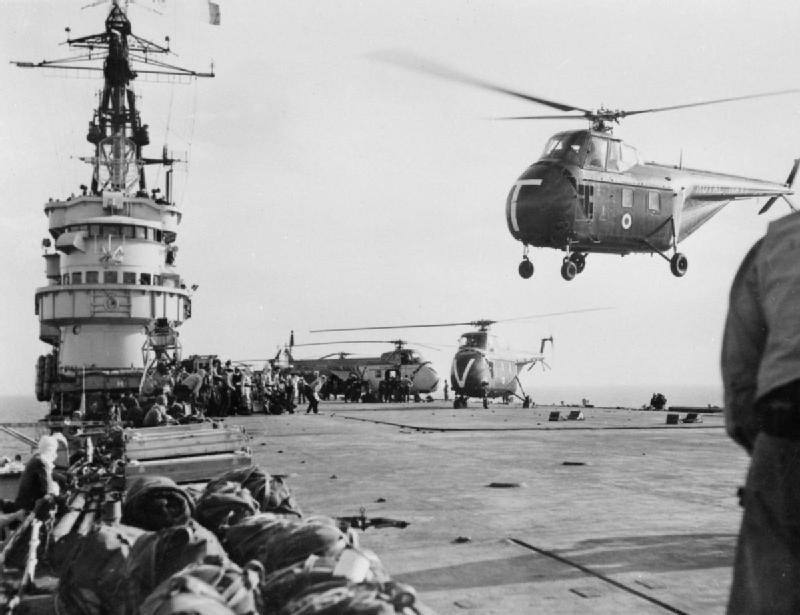
British Commandos salgono sui Westland Whirlwind della durante la crisi di Suez

La crisi di Suez prese l'avvio dal rovesciamento della monarchia di re Fārūq I d'Egitto da parte di ufficiali dell'esercito egiziano al comando del generale Muḥammad Naǧīb e del colonnello Gamal Abd el-Nasser nel 1952.
Il 26 luglio 1956 il presidente Nasser annunciò la nazionalizzazione del canale, rotta commerciale vitale verso oriente, in cui le banche e le imprese britanniche detenevano ancora una quota del 44%. Mentre Israele occupava la Penisola del Sinai il Regno Unito dispiegò le portaerei Eagle, Albion e Bulwark e la Francia fece stazionare le portaerei Arromanches e La Fayette. Il Regno Unito e la Francia iniziarono a bombardare l'Egitto il 31 ottobre per costringerlo a riaprire il canale. Nasser rispose affondando tutte le 40 navi presenti nel canale, chiudendolo di fatto fino all'inizio del 1957. Alcuni giorni dopo le navi britanniche Ocean e Theseus permisero il primo assalto elitrasportato della storia, mentre paracadutisti britannici dal cielo e fanteria di marina dal mare occuparono il canale.
La crisi si concluse quando l'Unione Sovietica minacciò di intervenire al fianco dell'Egitto e gli Stati Uniti, tramite l'ONU, temendo l'allargamento del conflitto, costrinsero, dal dicembre 1956 al marzo 1957, britannici, francesi e israeliani al ritiro. La transizione fu gestita dalla Forza di emergenza delle Nazioni Unite (UNEF), prima missione di peacekeeping dei caschi blu.
Il mandato dell'UNEF è scaduto nel 1979. Una nuova forza di osservatori è giunta nel Sinai, la Multinational Force and Observers, di stanza dal 1982, per un graduale ritiro israeliano.

### Guerra dei sei giorni
Durante la Guerra dei sei giorni del 1967 le forze israeliane hanno occupato la penisola del Sinai, tra cui l'intera sponda orientale del Canale di Suez. Non volendo permettere agli israeliani di utilizzare il canale, l'Egitto immediatamente ha imposto un blocco che ha chiuso il canale fino al 5 giugno 1975. Come risultato, 15 navi da carico — la cosiddetta "Yellow Fleet" — rimasero intrappolate nel canale per oltre otto anni.

### Raddoppio del canale

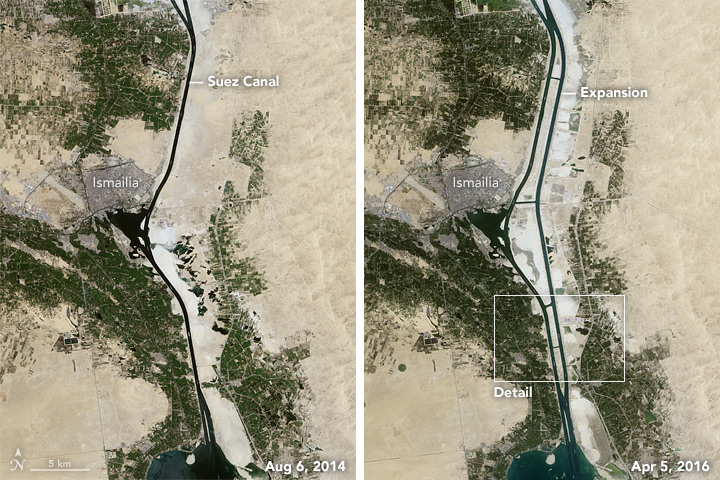
Il nuovo canale di Suez

Il 6 agosto 2015 è stato inaugurato il raddoppio di una parte del Canale di Suez. Il progetto aggiunge una nuova seconda corsia di navigazione di 35 km di lunghezza ai 164 chilometri di canale esistente, consentendo il passaggio in maniera separata delle navi in direzioni opposte. Esso comprende anche l'ampliamento e una maggiore profondità di 37 km di sezione del canale esistente.
Grazie a questo ampliamento, 97 navi possono ogni giorno transitare rispetto alle precedenti 49, riducendo anche il tempo di transito, e non ci sono praticamente limiti nella dimensione delle imbarcazioni. Ciò dovrebbe consentire un incremento della convenienza del passaggio attraverso Suez anche per alcune rotte asiatiche che attualmente si servono del passaggio attraverso Panama.

### Ostruzione del Canale nel 2021
L'ostruzione del Canale nel 2021 è iniziata il 23 marzo alle ore 7:40 (UTC+2) quando la nave portacontainer Ever Given, della classe Golden e lunga 400 metri, si è incagliata nel canale provocandone il blocco della navigazione. La nave era stata coinvolta in una tempesta di sabbia e spinta da venti fino a 74 chilometri all'ora, causandone l'uscita dalla rotta. La nave si è quindi incagliata su una delle sponde del canale, ostruendolo completamente e impedendo il passaggio di qualsiasi nave per giorni. Il 29 marzo alle ore 14:00 locali il cargo è stato disincagliato.

## Rotte alternative
Prima dell'apertura del canale nel 1869 le merci venivano scaricate dalle navi e trasportate via terra tra il Mar Mediterraneo e il Mar Rosso.

### Capo Agulhas

Comparazione grafica tra la rotta artica (in blu) e la rotta attraverso il canale di Suez (in rosso)

La rotta alternativa è intorno al capo Agulhas, il punto più a sud dell'Africa, a cui ci si riferisce comunemente come la rotta del Capo di Buona Speranza. Questa era l'unica rotta possibile prima che il canale fosse aperto, quando il canale è stato chiuso e ancora oggi per le navi ritenute troppo grandi per il canale. Nei primi anni duemila il traffico del canale è diminuito a causa dell'intensificazione dell'attività di pirateria in Somalia, che ha portato molte compagnie navali a scegliere la rotta più lunga. Si stima che tra il 2008 e il 2010 il Canale abbia perso circa il 10% di traffico a causa della minaccia dei pirati e un altro 10% a causa della crisi finanziaria.

### Rotta artica
La progressiva riduzione dei ghiacciai del Mar Glaciale Artico ha reso praticabile per le navi cargo commerciali la rotta artica tra Europa e Asia per una finestra di sei-otto settimane durante l'estate, accorciando il tragitto di migliaia di chilometri rispetto a quello attraverso il canale di Suez.

## Migrazione lessepsiana
La migrazione lessepsiana consiste nell'ingresso e nell'acclimatazione di specie del mar Rosso nel mar Mediterraneo attraverso il canale di Suez. Riguarda alcune centinaia di specie sia animali sia vegetali. Il movimento opposto verso il mar Rosso di specie mediterranee è molto più modesto.

## Filatelia
Per regolare il traffico postale, nel 1868 fu emessa dalla Compagnia del canale una serie di quattro francobolli non dentellati, con rispettivo valore facciale di centesimi 1, 5, 20, e 40, rimasta in circolazione solo per un mese. Questi francobolli, di cui esistono numerose imitazioni, sono piuttosto rari.